# Mongolia na Letnich Igrzyskach Olimpijskich 1972
Mongolia na Letnich Igrzyskach Olimpijskich 1972 była reprezentowana przez 39 zawodników. Był to trzeci start Mongolii na igrzyskach olimpijskich. Sportowcy z tego kraju zdobyli w Monachium jeden srebrny medal w zapasach.
Najmłodszym reprezentantem Mongolii był 19-letni sztangista – Radnaasediin Amgaased, a najstarszym zawodnikiem 34-letni łucznik – Galsangiin Byambaa.

## Skład reprezentacji

### Boks
- Bujangijn Ganbat – Waga kogucia (54 kg) – 9. miejsce
- Damdindżawyn Bandi – Waga półśrednia (67 kg) – 9. miejsce
- Gombyn Dzorig – Waga półciężka (81 kg) – 17. miejsce
- Chajdawyn Altanchujag – Waga lekka (60 kg) – 9. miejsce
- Namchajn Cend-Ajusz – Waga lekkośrednia (71 kg) – 32. miejsce
- Niamdaszijn Bacüren – Waga musza (51 kg) – 9. miejsce
- Palamdorjijn Bajar – Waga piórkowa (57 kg) – 17. miejsce
- Sodnomyn Gombo – Waga lekkopółśrednia (63,5 kg) – 9. miejsce
- Vandujn Batbajar – Waga papierowa (48 kg) – 17. miejsce

### Judo
- Bachaawaagijn Bujadaa – Waga lekka (63 kg) – DQ (Dyskwalifikacja)
- Czojdoryn Öwgönchüü – Waga średnia (80 kg) – 19. miejsce
- Damirangijn Baatardżaw – Waga półśrednia (70 kg) – 18. miejsce
- Luwsanszarawyn Rencendorj – Waga półciężka (93 kg) – 19. miejsce, Kategoria Open – 9. miejsce
- Pürewijn Dagwasüren – Waga ciężka (+ 93 kg) – 16. miejsce

### Lekkoatletyka
- Bjambajawyn Enchbaatar – 100 m mężczyzn – 6. miejsce w kwalifikacjach

### Łucznictwo
- Doljingijn Demberel – Runda FITA kobiet – 36. miejsce
- Galsangijn Bjambaa – Runda FITA mężczyzn – 43. miejsce
- Natdżawyn Darijmaa – Runda FITA kobiet – 14. miejsce

### Podnoszenie ciężarów
- Nacagijn Ser-Od – Waga średnia mężczyzn – 18. miejsce
- Radnaasedijn Amgaased – Waga lekka mężczyzn – Nie zajął żądnego miejsca
- Sijannyambuugijn Dorjchand – Waga kogucia mężczyzn – 17. miejsce
- Zulyn Dalchjav – Waga kogucia mężczyzn – 15. miejsce

### Strzelectwo
- Mendbajarjn Jancanchorloo – Karabin małokalibrowy 3 postawy 50 m – 40. miejsce, Karabin małokalibrowy leżąc 50 m – 42. miejsce
- Cerendżawn Ölzijbajar – Pistolet 50 m – 35. miejsce
- Tüdevijn Mjagmarjaw – Pistolet szybkostrzelny 25 m – 39. miejsce, Pistolet 50 m – 39. miejsce
- Jondonjamcyn Batsüch – Karabin dowolny 3 postawy 300 m – 32. miejsce, Karabin małokalibrowy 3 postawy 50 m – 54. miejsce, Karabin małokalibrowy leżąc 50 m – 96. miejsce

### Zapasy
- Chorloogijn Bajanmönch – Styl wolny – Waga ciężka – 2. miejsce (srebrny medal)
- Badzarragczaagijn Dżamsran – Styl wolny – Waga papierowa – Odpadł w eliminacjach
- Czimedbadzaryn Damdinszaraw – Styl klasyczny – Waga kogucia – Odpadł w eliminacjach
- Dandzandardżaagijn Sereeter – Styl wolny – Waga półśrednia – Odpadł w eliminacjach
- Dasrangiin Myagmar – Styl klasyczny – Waga średnia – Odpadł w eliminacjach
- Dordżdzowdyn Ganbat – Styl wolny – Waga musza – Odpadł w eliminacjach
- Dżamsrangijn Mönch-Oczir – Styl klasyczny – Waga musza – Odpadł w eliminacjach
- Dżigdżidijn Mönchbat – Styl wolny – Waga półciężka – Odpadł w eliminacjach
- Megdijn Chojlogdordż Styl wolny – Waga kogucia – Odpadł w eliminacjach
- Oczirdolgoryn Enchtajwan – Styl klasyczny – Waga papierowa – Odpadł w eliminacjach
- Tömörijn Artag – Styl wolny – Waga średnia – Odpadł w eliminacjach
- Cedendambyn Nacagdordż – Styl wolny – Waga lekka – 4. miejsce
- Dzewegijn Ojdow – Styl wolny – Waga piórkowa – Odpadł w eliminacjach